# Мег Джонсон
Мег Джонсон — американська поетеса і викладачка. Її вірші з'являлися в численних літературних журналах, включаючи Midwestern Gothic, Slipstream Magazine, Word Riot, Hobart та багатьох інших. Її перша збірка віршів «Недоречний сон» вийшла у 2014 році, друга збірка «Злочини Клари Терлінгтон» вийшла в грудні 2015 року, а третя книга «Без: тіло, ім'я, країна» має вийти у вересні 2020 року. Вона також є поточним редактором «The Dressing Room Poetry Journal».

## Ранні роки
Джонсон народилась і виросла в Еймсі, штат Айова. У дитинстві любила танцювати і писала вірші в старшій школі. Вона танцювала на факультеті танців Університету штату Айова в середній школі, а пізніше вивчала танці в Колумбійському коледжі Чикаго та Університеті Айови. Джонсон рано залишила коледж, щоб продовжити професійну кар'єру в танцях. Згодом вона стала головною танцівницею в Kanopy Dance Company, резидентній компанії Overture Center for the Arts [Архівовано 6 грудня 2021 у Wayback Machine.] в Медісоні, штат Вісконсін. Протягом шести років навчання в Kanopy Джонсон повернулася до школи, навчаючись у коледжах Медісон і Еджвуд. Там її переконали почати вивчати письмо. Вона продовжила навчання в Університеті Акрона [Архівовано 6 грудня 2021 у Wayback Machine.], де в 2014 році вступила та закінчила магістерську програму образотворчого мистецтва на північному сході Огайо.

## Кар'єра
Як танцівниця в Kanopy Dance Company, Джонсон взяла на себе численні ролі та поставила власні танці. Вона стала головною танцівницею в компанії, а також працювала викладачкою танців у школі сучасного танцю та хореографії «Kanopy».
Джонсон почала надсилати вірші до літературних журналів у 2009 році та опублікувала свій перший вірш у 2009 році в журналі Slipstream Magazine. Вже в 2010 році Джонсон виступила зі своєю письмовою роботою на поетичних читаннях в районі Медісона. Її вірші були опубліковані і в таких виданнях, як Slipstream Magazine, Asinine Poetry, Pacific Coast Journal та Edgewood Review.
У 2011 році Джонсон стала асистенткою в Університеті Акрона [Архівовано 6 грудня 2021 у Wayback Machine.], де також вивчала поезію. Вона також працювала редакторкою поезій у Rubbertop Review. Того ж року вона стала кандидаткою NEOMFA в Університеті Акрона [Архівовано 6 грудня 2021 у Wayback Machine.]. До кінця 2012 року її поезія з'явилася в таких виданнях, як Midwestern Gothic, SOFTBLOW, Rufous City Review, Wicked Alice, Smoking Glue Gun та багатьох інших.
Оригінальна теза Джонсон для програми NEOMFA була підібрана National Poetry Review Press у 2013 році. Ця збірка віршів «Невідповідний сон» була випущена у 2014 році видавцем. Після завершення програми NEOMFA у 2014 році Джонсон стала викладачкою англійської мови в Університеті штату Айова. Її друга книга «Злочини Клари Терлінгтон» вийшла у грудні 2015 року у пресі Vine Leaves Literary Journal. Джонсон також є нинішньою редакторкою журналу Dressing Room Poetry Journal.

## Стиль письма
Джонсон найчастіше пише верлібром на теми, які зазвичай стосуються жіночності та перетворення жіночих тіл на товар. Її твори були описані одночасно як «злохливі» та «вразливі», оскільки вони обговорюють і критикують американські культурні норми та соціальні очікування від жінок. Її вірші також часто згадують поп-культурно відомих діячів, зокрема Мерилін Монро, Бетті Буп, Джастіна Бібера та Victoria's Secret. Джонсон заявила, що черпає натхнення у поетів бурлеску, таких як Челсі Мінніс і Мері Біддінджер.

## Визнання та нагороди
- У 2015 році Джонсон отримала нагороду Vignette Collection Award від Vine Leaves Literary Journal [Архівовано 6 грудня 2021 у Wayback Machine.] за книгу «Злочини Клари Терлінгтон»[12]. Нагородження відбулося разом із виходом її книги та грошовою винагородою.
- Книга «Недоречний сон» також була номінована на літературну премію Руссо від National Poetry Review Press[13].
- Вірш «Безкоштовні зразки» був номінований на «Кращий у мережі» у 2010 році[14].

## Роботи
- «Недоречний сон» (2014, National Poetry Review Press)
- «Злочини Клари Терлінгтон» (2015, літературний журнал Vine Leaves)
- «Без: тіло, ім'я, країна»[15]